# Верхняя Охтома (река, впадает в Нижнее Охтомозеро)
Верхняя Охтома — река в России, протекает по территории Пяльмского и Куганаволокского сельских поселений Пудожского района Республики Карелии. Длина реки — 10 км, площадь водосборного бассейна — 52,4 км².

## Общие сведения
Река берёт начало из Верхнего Охтомозера на высоте 157,1 м над уровнем моря и далее течёт преимущественно в востоко-юго-восточном направлении по частично заболоченной местности.
Река в общей сложности имеет два малых притока суммарной длиной 6,0 км.
Впадает на высоте 149,5 м над уровнем моря в Нижнее Охтомозеро, из которого вытекает река Нижняя Охтома, впадающая в Водлозеро.
Населённые пункты на реке отсутствуют.
Код объекта в государственном водном реестре — 01040100412102000016234.